# ریزموج

به امواج الکترومغناطیسی که طول موج آن‌ها کمتر از امواج رادیویی و بیشتر از امواج فروسرخ است، Mikromouj گفته می‌شود. طول موج امواج مایکروویو، بین ۱ میلی‌متر تا ۳۰ سانتیمتر است. که طول موج ۱ میلی‌متر با بسامد ۳۰۰ گیگاهرتز متناظر است و طول موج ۳۰ سانتی‌متر با بسامد ۱ گیگاهرتز متناظر است. البته بر روی مرزهای این تعریف، اتفاق نظر نیست و برخی آن را از ۰٫۳ میلی‌متر در نظر می‌گیرند. این تعریف هم UHF و هم EHF (امواج میلی‌متری) را در بر می‌گیرد و منابع مختلف مرزهای متفاوتی را به کار می‌برند. در همه حالات ریزموج حداقل کل باند SHF (سه تا سی گیگاهرتز) را در بر می‌گیرد. در مهندسی امواج رادیویی، اغلب به محدوده بین ۱ و ۱۰۰ گیگاهرتز محدود می‌شود.
پیشوند «مایکرو» در مایکروویو به یک طول موج در محدوده میکرومتر اشاره نمی‌کند بلکه دلالت بر این دارد که ریزموج‌ها در مقایسه با امواج استفاده شده در انتشار رادیویی نوعی، کوچک هستند به طوری که طول موج‌های کوتاه تری دارند.

## کاربردهای امواج مایکروویو (ریزموج)
- بهرهٔ یک آنتن، متناسب با اندازه آن است. در فرکانس‌های بالاتر می‌توان از یک آنتن با اندازهٔ مشخص، بهرهٔ بالاتری دریافت نمود. در فرکانس‌های بالاتر پهنای باند بیشتری را می‌توان مورد استفاده قرار داد و پهنای باند بیشتر به معنای ظرفیت بیشتری برای حمل اطلاعات خواهد بود. در فرکانس ۶۰۰ مگاهرتز پهنای باند ۱٪ به معنای ۶ مگاهرتز پهنای باند خواهد بود (مانند پهنای باند یک کانال تلویزیون) درحالی‌که، در فرکانس ۶۰ گیگاهرتز پهنای باند ۱٪ معادل ۶۰۰ مگاهرتز (۱۰۰ کانال تلویزیون) می‌باشد.
- امواج مایکروویو به صورت خط مستقیم حرکت کرده و توسط یونسفر منحرف نمی‌شوند چراکه امواج منحرف شده توسط یونسفر دارای فرکانس‌های کمتری هستند در نتیجه امکان ایجاد خطوط ارتباطی با ظرفیت‌های بالا (به صورت زمینی یا ماهواره‌ای) فراهم می‌گردد.
- سطح مؤثر انعکاس هدف (سطح مقطع راداری) متناسب با ابعاد آن است. این مسئله به همراه مشخصهٔ بهرهٔ آنتن، باعث می‌گردد که امواج مایکروویو بهترین باند فرکانسی برای عملکرد رادارها باشند.
- تشدید‌های مختلف مولکولی، اتمی و هسته‌ای اغلب در فرکانس‌های مایکروویو اتفاق می‌افتد که این مسئله کاربردهای زیادی از جمله در علوم پایه، سنجش از راه دور، تشخیص پزشکی، مداوا و درمان و روش‌های آشپزی خواهد داشت.

## امواج میلیمتری
امواج میلیمتری دسته ای از امواج ماکروویو هستند که فرکانس آنها بین ۳۰ تا ۳۰۰ گیگاهرتز است، در حالی که امواج مورد استفاده برای موبایل‌ها و اجاق مایکروفر فرکانسی کمتر از ۶ گیگاهرتز دارند. این امواج را میلی‌متری می‌نامند چراکه طول موج آنها بین ۱ تا ۱۰ میلی‌متر متغیر است و این در حالیست که امواج رادیویی امروزی که برای انتقال داده‌ها استفاده می‌شوند، ده‌ها سانتیمتر طول موج دارند. نحوه انتشار: یکی از ویژگی‌های خاص در زمینه امواج میلی‌متری انتشار جهت‌دار آن است در واقع، امواج جهت‌دار در همه جهت پخش نمی‌شوند و توسط باران و شاخ و برگ درختان جذب می‌شوند اما بُرد آنها در مه و باران بسیار بیشتر از امواج نور مرئی و مادون قرمز می‌باشد. کاربرد امواج میلیمتری در سلاح مایکروویو و همچنین از امواج میلیمتری برای تصویر برداری و اسکن کل بدن در فرودگاه‌ها استفاده می‌شود. این امواج با اشعه ایکس که در دستگاه‌های رادیولوژی استفاده می‌شود تفاوت دارند و غیره یونیزه هستند.

## سلاح‌های مایکروویو یا سلاح‌های دی ان اس DNS
سلاح مایکروویو که در ایالات متحده آمریکا در دسته سلاح‌های غیر کُشنده طبقه‌بندی می‌شوند و همچنین سیستم‌های بازدارنده فعال active denial نیز نامیده می‌شوندو در دسته سلاح‌های غیر مرگبار یا غیر کشنده طبقه‌بندی می‌شوند. سیستم‌های سلاح‌های غیر مرگبار به‌طور خاص از انرژی مایکروویو هدایت شده، استفاده می‌کنند. منبع انرژی الکترومغناطیسی، موج الکترومغناطیسی ای را تولید می‌کند که ممکن است فرکانسی بین ۷۵ تا ۱۱۰ گیگاهرتز داشته باشد. منبع انرژی الکترومغناطیسی ممکن است انرژی مایکروویو، انرژی تراهرتز یا انرژی الکتریکی دیگر تولید کند. سلاح دو منظوره مایکروویو - سلاح دو منظوره هدایت انرژی مستقیم الکترومغناطیسی و تصویر برداری به شماره ثبت اختراع US8049173 جزو سیستم‌های سلاح‌های غیر مرگبار است.

## دوربین‌های مایکروویو
دوربین‌های مایکروویو، سنسورهای مایکروویو دارند که امواج الکترومغناطیسی با فرکانس ۲۴ گیگاهرتز توسط آنتن‌های داخل این سنسورها در محیط منتشر شده و بازخورد آن توسط آنتن‌های گیرنده به پردازنده مرکزی ارسال می‌گردند. در صورتی که هیچ حرکتی در محیط نباشد فرکانس ارسالی و دریافتی برابر خواهد بود ولی چنانچه حرکتی صورت پذیرد فرکانس دریافتی تغییر کرده و پردازنده فرمان لازم را به رله خروجی ارسال می‌نماید. زاویه پوشش و حساسیت این سنسورها قابل تنظیم است. سنسورهای مایکروویو حساس‌تر از سنسورهای مادون قرمز هستند و بر اساس اثر دوپلر کار می‌کنند. دوربین مایکروویو در واقع یک دستگاه گیرنده و فرستنده شبیه گیرنده فرستنده امواج رادیویی یا رادار است با این تفاوت که امواجی با فرکانس بیش از یک گیگا هرتز تولید می‌کند. این نوع دوربین بیشتر در اختیار سرویس‌های اطلاعاتی، پلیس و نیروهای نظامی و برای تجسس و نظارت به‌کار می‌رود.

## اجاق مایکروویو (مایکروفر)
اجاق‌های مایکروویو لوازم آشپزخانه ای هستند که برای تهیه یا گرم کردن غذا با انتشار امواج مایکروویو استفاده می‌شوند. امواج توسط دستگاهی به نام مگنترون (Magnetron) تولید می‌شوند. مگنترون یک میدان الکترومغناطیسی با فرکانس مایکروویو حدود ۲٫۴۵ گیگاهرتز تولید می‌کند. برای اینکه چیزی در یک اجاق مایکروویو گرم شود باید درون ماده آب وجود داشته باشد. دلیل این امر این است که مولکول‌های دوقطبی آب درون مواد غذایی با سرعت زیاد ارتعاش می‌کنند و این جنبش مولکولی باعث ایجاد گرما می‌شود.